# Lepenski Vir
El jaciment de Lepenski Vir (serbi: Лепенски Вир) és un assentament de la prehistòria europea, de finals del Mesolític danubià, localitzat a Sèrbia oriental, que data de més de 8.000 anys i que va desenvolupar un sistema econòmic i sociocultural elaborat. Es troba a prop al riu Danubi, concretament, al seu pas pel congost de les Portes de Ferro que separa els Balcans (sud) dels Carpats (nord). Les principals excavacions van ser realitzades entre 1965 i 1971 per Dragoslav Srejović, de la Universitat de Belgrad. S'han trobat eines fetes en pedra i en os, així com llars i nombrosos objectes religiosos entre els quals es troben escultures úniques fetes en pedra. Aquesta civilització sabia d'arquitectura, urbanisme, geometria, matemàtiques, astronomia, art i religió.

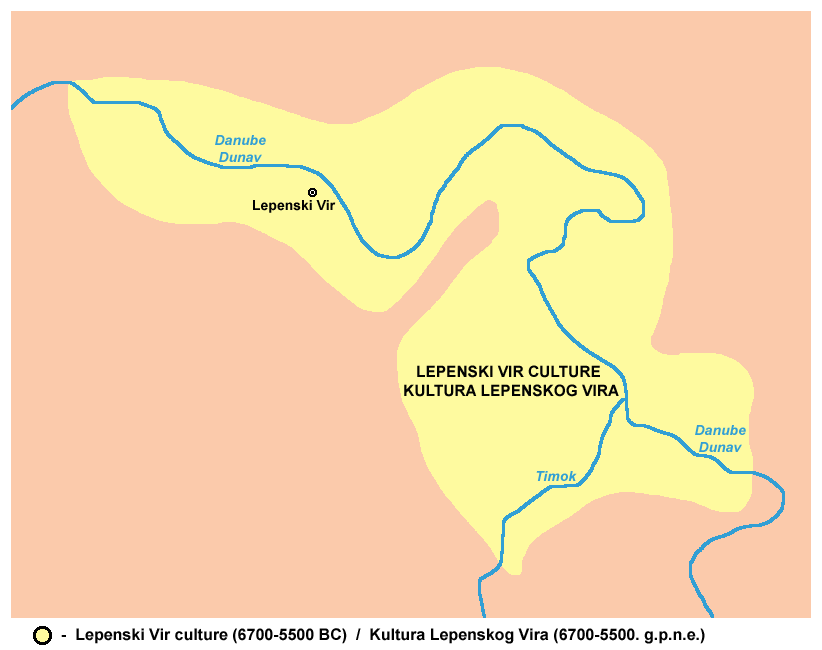
Àrea de la cultura de Lepenski Vir

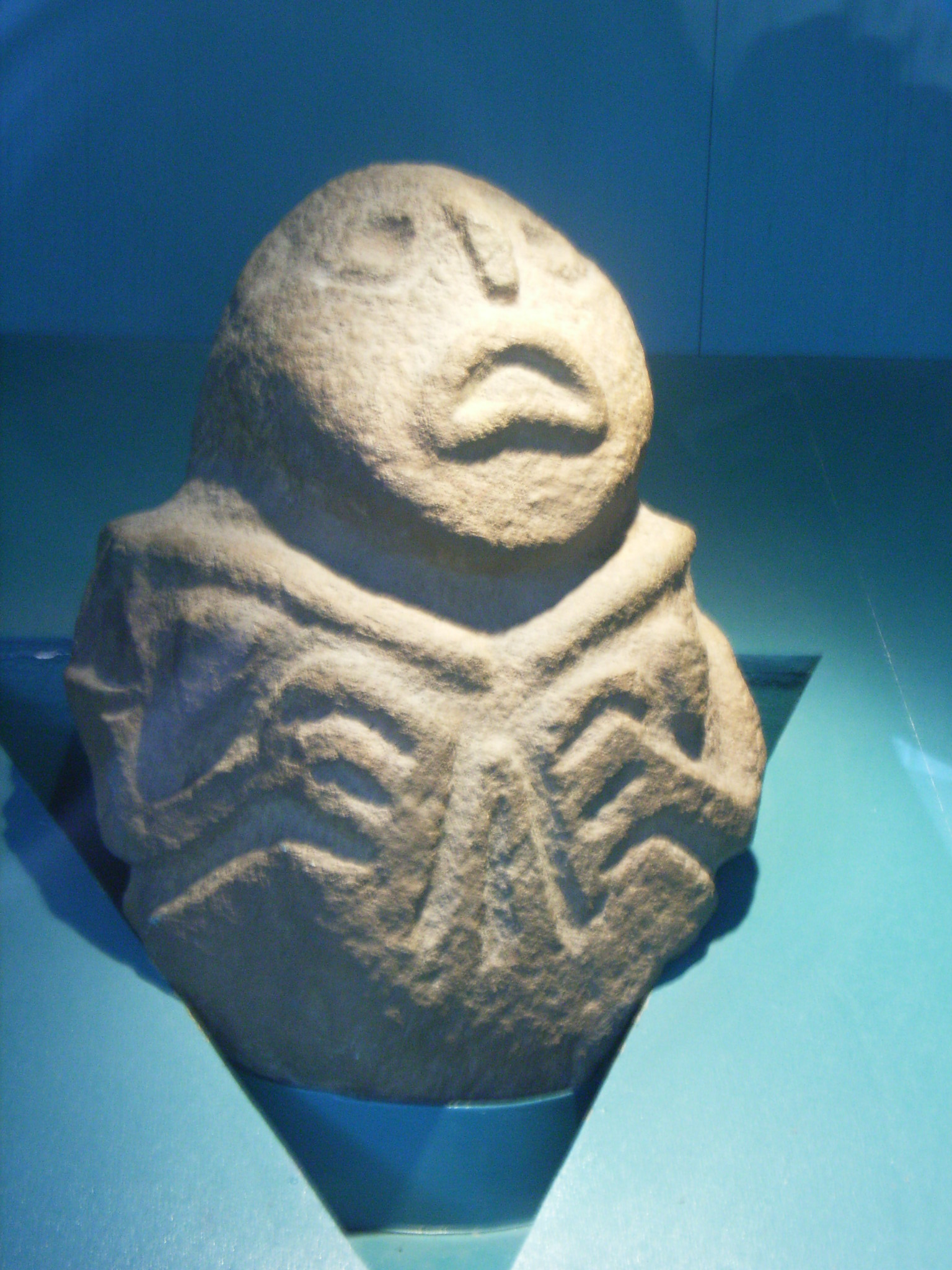
Escultura de Lepenski Vir

L'assentament evidencia la transició gradual d'una manera de vida de caçadors-recol·lectors a un altre d'agricultura més sendentari, típic del Neolític. Lepenski Vir inclou les primeres obres d'art monumentals a Europa central i sud-oriental, així com les més antigues formes organitzades de vida social, econòmica i religiosa en la conca del Danubi. La inauguració d'una presa al Danubi, que va inundar els terrenys, va posar fi a les excavacions arqueològiques al 1972.
Amb el seu art, les seves creences i maneres de subsistència, aquesta civilització ha creuat l'abisme que encara existia entre el Mesolític i neolític en les cultures del Danubi. Segons la UNESCO, Lepenski Vir és "un impressionant exemple de la relació entre l'ésser humà i la natura, del paper i la importància del medi ambient natural per a l'organització de la vida i la cultura en general."

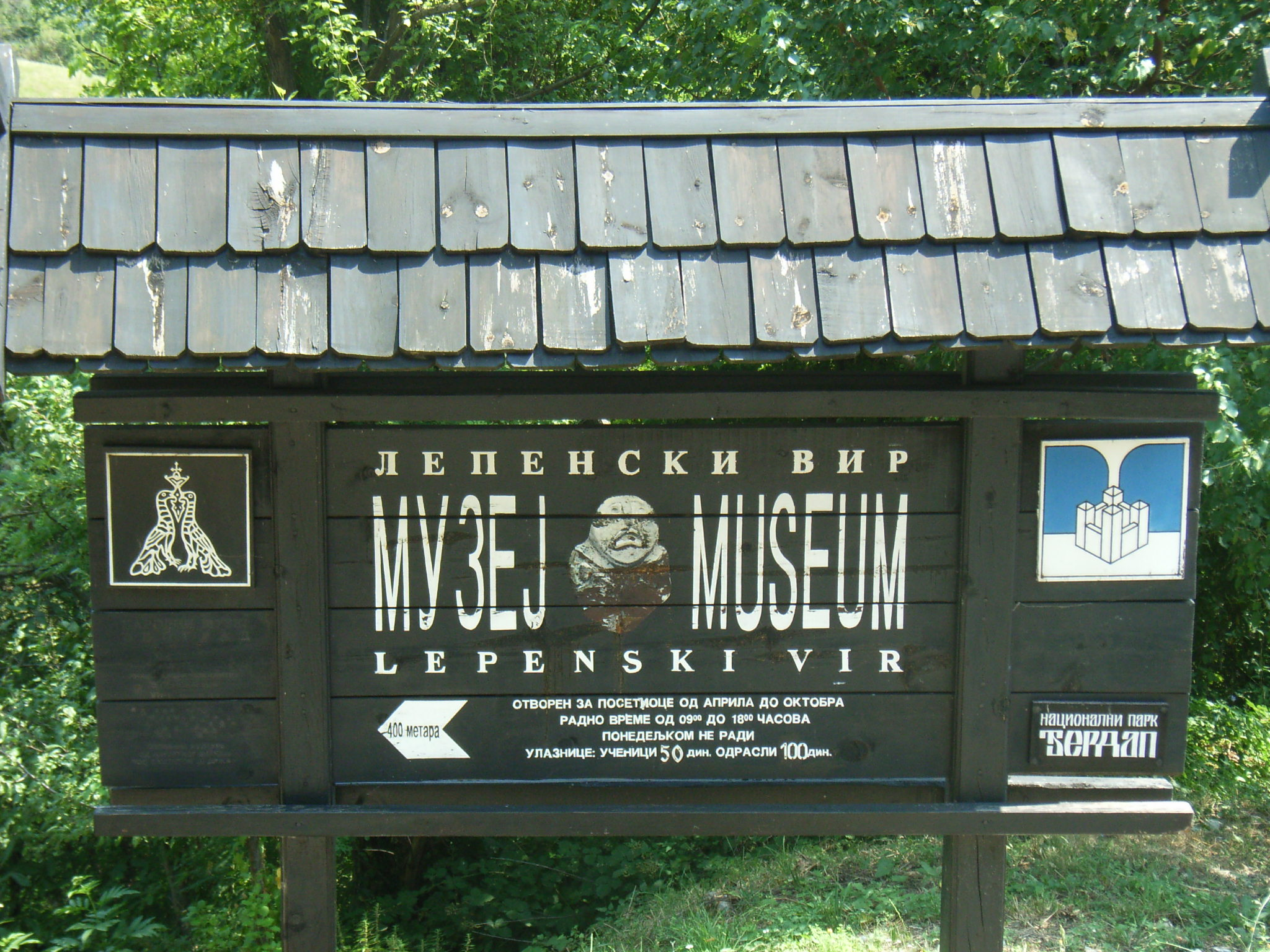
Entrada al museu de Lepenski Vir

## Estructura social
La cultura que es troba a Lepenski Vir descendeix directament dels primers caçadors-recol·lectors trobats en Europa, ja que hi ha certs paral·lelismes amb restes trobades a Brno. Les evidències arqueològiques d'ocupacions en cova, a Europa, de caçadors recol·lectors arriben fins al 20000 aC, però no serà fins al 7000 aC quan veurem ocupacions similars a les de Lepenski Vir en un altiplà de petita altura.
L'estructura social complexa estava dominada per un culte religiós que probablement servia per a unir i coordinar l'activitat dels seus membres. Han estat trobats nombrosos objectes sacres que recolzarien aquesta teoria. El més remarcable exemple seria un tipus d'escultura únic de la cultura de Lepensky Vir, que seria un dels primers representants de l'art sacre europeu.
Aquesta estructura social respondria a la producció agrícola. Una vegada es tenen productes agrícoles, augmenta la qualitat de vida i es modifiquen els vells hàbits de vida. Els mecanismes d'evolució segueixen sense estar clars, però tot apunta més a desenvolupament indígena que a invasió estrangera.

## Arquitectura
L'àrea de l'assentament principal de Lepenski Vir va ser ocupada entre el Mesolític i el Neolític en diferents fases. Al voltant de la zona principal es troben diverses viles satèl·lit amb la mateixa cultura i habitades en el mateix període temporal. Les restes arqueològiques oposades a les zones del voltant mostren assentaments temporals que van deixar algunes construccions, probablement destinades a èpoques concretes de caça i recol·lecció. Això suggereix que serien societats seminòmades amb una economia distribuïda entre l'explotació dels recursos de l'àrea i d'altres aprofitats per temporades.
L'assentament està clarament planificat. Totes les cases estan construïdes seguint un patró geomètric, la qual cosa denota una arquitectura pròpia d'aquesta cultura: és un dels seus majors assoliments. Als afores del jaciment es troba una necròpoli molt elaborada. Les úniques excepcions eren certs ancians que eren enterrats darrere les xemeneies de les cases, seguint un ritual religiós.
En set assentaments a l'entorn de Lepenski Vir s'han trobat 136 residències i edificis sacres amb dates d'entre 6500 i 5500 aC. La disposició bàsica de l'assentament consisteix en dues ales principals i una zona central buida que faria les funcions de plaça del poble o lloc de trobada. L'assentament està dividit radialment amb nombrosos camins, tots prenent el riu com a eix. Les viles del voltant són paral·leles als penya-segats circumdants.
La base de cada habitatge de l'assentament està construïda a manera de triangle equilàter en comptes de forma rodona o circular, cosa que suggereix la importància dels nombres per als habitants del jaciment.
L'interior de cada casa inclou una xemeneia construïda amb pedres rectangulars. Les xemeneies s'estenen més al fons per crear petites capelles a la part posterior de la casa. Sempre estaven decorades amb escultures tallades en pedres de riu que podien representar déus o vells habitants de la zona. Un altre fet significatiu és que al centre de les cases hi ha una petita depressió circular, la qual cosa podria ser una espècie d'altar.

## Escultura
Totes les escultures van ser tallades amb còdols rierencs de gres oposats al marge del riu. Les escultures poden ser separades en dues categories, una de simple amb certs dibuixos geomètrics i unes altres antropomorfes. Aquestes últimes són més interessants, ja que totes les figures estan modelades amb expressions una mica dantesques. Únicament la cara i el cap estan modelats de manera natural, encara que amb certs trets com el nas una mica deformat. Pèl, braços i mans poden adoptar diferents formes, i fins i tot hi ha alguns amb estructura similar a un peix. Això suggeriria que algun tipus de ritu o veneració cap al riu.